# Pál Gábor
Pál Gábor (Budapest, 2 novembre 1932 – Roma, 21 ottobre 1987) è stato un regista ungherese.

## Biografia
Diresse una ventina di film tra il 1962 e il 1986, il più noto dei quali è Angi Vera (1978): storia di una donna in un campo di rieducazione nella Repubblica Popolare d'Ungheria, che era uno Stato comunista.
Nel 1981 dovette affrontare una delicatissima operazione a cuore aperto. Morì nel 1987 a Roma.

## Filmografia parziale
- Territorio proibito (1968)
- Horizont (1970)
- Utazás Jakabbal (1972)
- A járvány (1975)
- Angi Vera (1978)
- Kettévált mennyezet (1981)
- Hosszú vágta (1983)
- La sposa era bellissima (1986)